# Genovesacactusgrondvink
De genovesacactusgrondvink (Geospiza propinqua) is een van de zogenaamde Darwinvinken, zangvogels uit de grote Amerikaanse familie Thraupidae (tangaren). De Darwinvinken komen als endemische soorten alleen voor op de Galapagoseilanden.

## Herkenning
De vogel werd lang beschouwd als een ondersoort van de genovesagrondvink (G. conirostris). De genovesacactusgrondvink heeft echter een minder dikke snavel. Het leefgebied ligt in droog terrein in het laagland.

## Status
De vogel komt alleen voor op het eiland Genovesa en is daar niet zeldzaam en mogelijk is het populatie-aantal stabiel. Er zijn echter naar schatting slechts 250 tot 1000 volwassen vogels binnen een areaal van 15 km². Eilandpopulaties zijn kwetsbaar daarom staat de soort als zodanig op de Rode Lijst van de IUCN.